# Ластівка берегова
Ластівка берегова (Riparia riparia) — невеликий перелітний птах роду берегова ластівка (Riparia) родини ластівкових (Hirundinidae). 

## Опис
Найдрібніша з ластівок фауни України (помітно менша від горобця). Від добре відомих усім ластівки міської (Delichon urbicum) та ластівки сільської (Hirundo rustica) вона відрізняється сірувато-бурим забарвленням верху і бруднувато-білим низу з характерною (тільки у цього виду) темною поперечною смугою на грудях. Хвіст у ластівки берегової короткий, виїмка на ньому невелика. 

## Поширення
Поширений на всіх континентах, за винятком Австралії і Антарктиди. В Європі мешкає майже повсюдно, у тому числі і на території України.

## Особливості біології

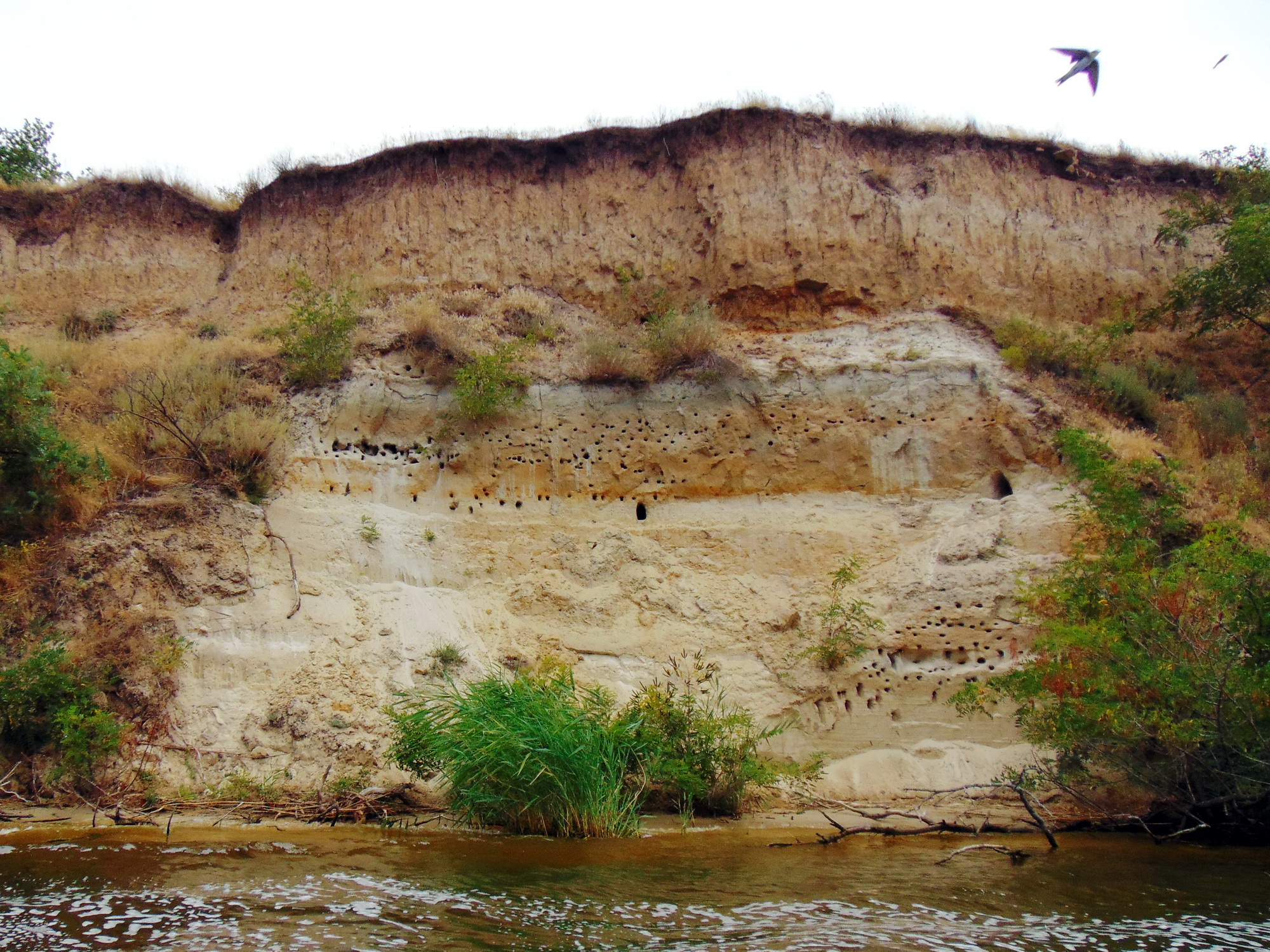
Колонія ластівок. Запорізьке Правобережжя

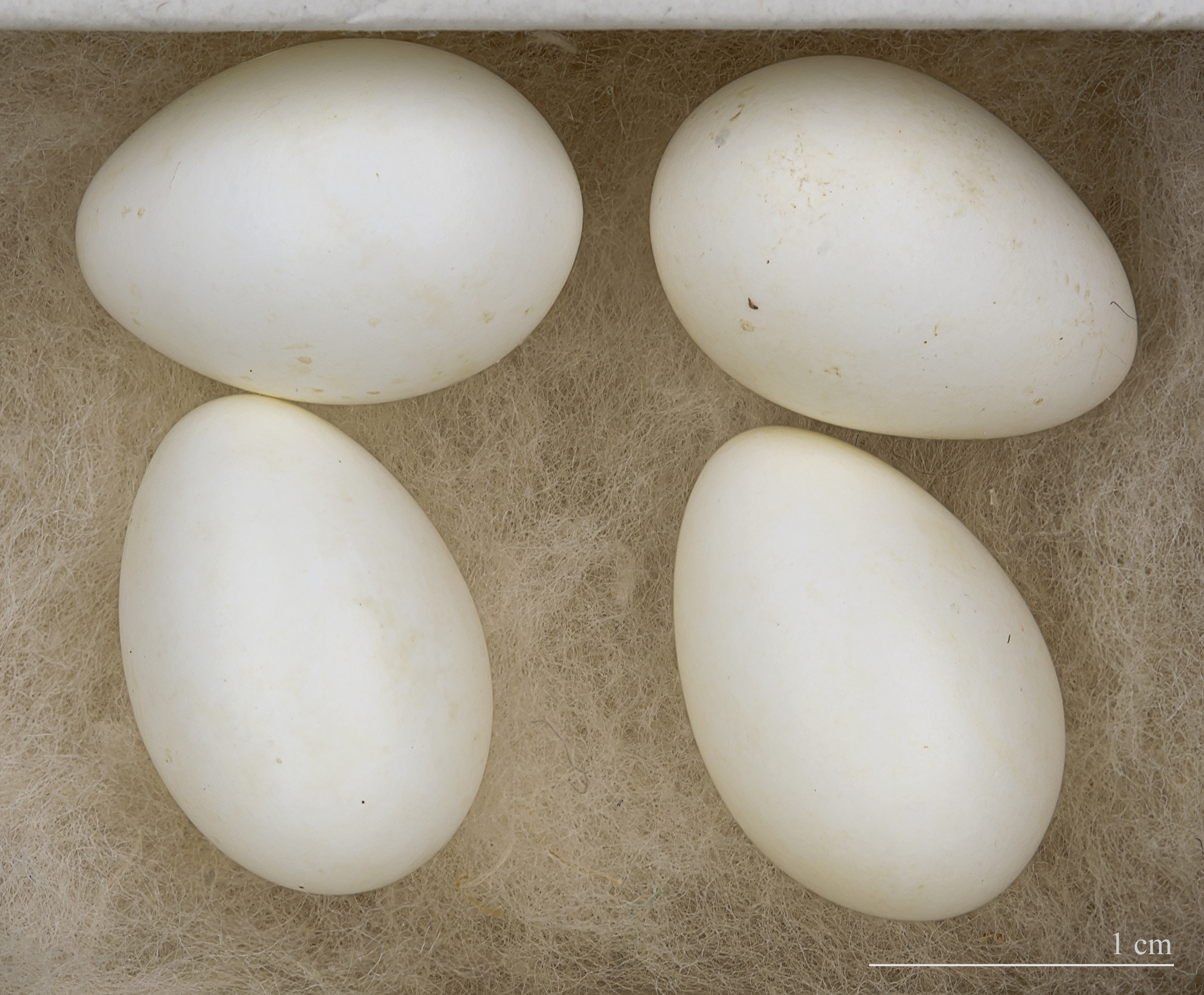
Яйця ластівки берегової

На відміну від інших видів, вона оселяється колоніями на берегах річок, схилах ярів та балок, старих піщаних або глинистих кар'єрах, де може бути до кількох тисяч нірок. Довжина нори нерідко сягає 1,5 м. Вона закінчуються розширеннями для гнізда, яке птахи вистеляють травинками та пір'ям. 
За літо найчастіше буває одна кладка з 4-6 білих яєць. Через 2 тижні вилуплюються пташенята, які через 3 тижні вже можуть літати.
Ластівки берегові живляться дрібними комахами, яких ловлять, літаючи у повітрі. 
В Україні починають відлітати на зимівлю протягом вересня — в перших числах жовтня, після закінчення останнього «бабиного» літа. Зимує в Африці, на берегах Нілу.

## Охорона
Вид охороняється в Європі і занесений до Бернської конвенції (статус: вид підлягає охороні).